# Colin Greenwood
Colin Greenwood Charles (* 26. června 1969 Oxford, Oxfordshire, Anglie) je anglický hudebník a skladatel, nejvíce známý jako baskytarista rockové kapely Radiohead.